# Métro de Pyongyang
Le métro de Pyongyang (en coréen : 평양 지하철도) est le seul métro de la Corée du Nord. Créé en 1973, il se compose de deux lignes : la ligne Chŏllima (coréen : 천리마선) et la ligne Hyŏksin (coréen : 혁신선). Les deux lignes se croisent à la station Chŏnu (coréen : 전우). La fréquentation est estimée entre 300 000 et 700 000 personnes,.

## Histoire
Les travaux de construction du métro ont commencé en 1968, à l'initiative de Kim Jong-il qui avait visité le métro de Pékin lors d'un déplacement en Chine en 1966. L'URSS et la république populaire de Chine ont financé la construction du métro.
La Corée du Nord a été la troisième nation d'Asie à avoir inauguré un métro, après le Japon (métro de Tokyo inauguré en 1927 et métro de Nagoya en 1957), et la Chine (métro de Pékin ouvert en 1965), mais avant la Corée du Sud (métro de Séoul ouvert en 1974).
La ligne Chollima était initialement prévue pour passer sous la rivière Taedong, mais un tunnel s'est effondré à la station Ponghwa en 1971, tuant plus de 100 personnes. D'autres tentatives pour construire la ligne sous la rivière ont été apparemment abandonnées, et ensuite la ligne a été déviée vers Puhung.
Inauguré le 6 septembre 1973, le métro de Pyongyang compte deux lignes : une ligne nord-sud, appelée Chŏllima (천리마선), du nom du cheval ailé mythique qui parcourait 1 000 li par jour, et une ligne est-ouest, nommée Hyŏksin (혁신선) ou « Restauration ». Il y a des soupçons quant à l'existence d'autres lignes non divulguées par le gouvernement.
Par la suite la ligne 1 est prolongée de deux stations en 1987 et la ligne 2 de quatre stations en 1978. Ces dernières années, la crise économique en Corée du Nord a affecté le fonctionnement du métro, et le service a apparemment été sensiblement réduit.
Les lignes sont entièrement souterraines (à quelque 120 mètres sous terre), mais il y a un dépôt à la surface au niveau de chaque ligne, à Kwangbok au terminus ouest de la ligne Hyoksin et à Pulgunbyol, à l'extrémité nord de la ligne Chollima. Bien que les lignes soient en grande partie en tunnel profond, elles suivent de près le tracé des principales rues de Pyongyang.
Le réseau atteint une longueur de 23 km, la ligne Chollima est longue d'environ 12 km et la ligne Hyoksin d'environ 10.
Dix-sept stations distantes d'environ 1 500 mètres forment le réseau du métro de Pyonyang, cependant la station de Kwangmyong est fermée, officiellement parce qu'elle est reliée au palais du Soleil Kumsusan, où Kim Jong-il et Kim Il-sung, reposent.
Les stations du métro de Pyongyang se caractérisent par une architecture soignée, riche en marbre et en bronzes monumentaux, composée de plus de 100 vastes fresques murales dont le style, qui rappelle le métro de Moscou, met en valeur les réalisations du socialisme coréen.
Les stations sont nommées d'après des thèmes de la « Révolution nord-coréenne », et, cas unique parmi les systèmes de métro du monde, n'ont aucun rapport avec la géographie (cependant, dans certains cas, les rues voisines, telles que Yonggwang, Kwangbok et Hyoksin, partagent ces noms). Par exemple, Kwangbok (« renaissance ») montre des scènes de la forêt autour du mont Paekdu, où il est affirmé que Kim Il-sung avait mené la guérilla anti-japonaise. Kaeson (« retour triomphal ») est revendiquée comme le lieu du discours de Kim Il Sung à son retour à Pyongyang après la libération du pays des Japonais, les fresques dans la station montrent la foule écoutant ses paroles. Konsol (« construction ») est bordée par des peintures murales montrant la ville en cours de reconstruction après la guerre de Corée, tandis que les piliers de Tongil (« réunification ») illustrent la « nostalgie de la nation pour l'unification des deux Corée ».
Le matériel roulant est composé de rames, dites DK4, construites pour l'ouverture par la compagnie chinoise Changchun Railway Vehicles Company Ltd. Depuis 1998 le métro de Pyonyang utilise aussi d'anciennes rames du Métro de Berlin. Ces rames reçoivent en principe à cette occasion une nouvelle livrée, néanmoins un journaliste affirme avoir vu circuler des rames entières d'origine est-allemande non modifiés comprenant encore des graffitis.
Il est difficile, pour les touristes occidentaux, de savoir à quoi ressemble le métro en dehors des deux stations (Puhŭng et Yŏnggwang) seules accessibles pour eux. Il a été rapporté que les restrictions en électricité ou les coupures de courant empêchaient le réseau de fonctionner pendant plusieurs heures consécutives, laissant les voyageurs coincés à l'intérieur des rames, dans une totale obscurité.
D'après les données officielles, la fréquence des rames atteindrait deux minutes en période de pointe. Le service commencerait à 5 h 30 et s'achèverait à 23 h 30. Les stations seraient toutes climatisées.
Le logo représente la syllabe coréenne chi (지), qui désigne le sol ou la terre dans les mots composés. En coréen, métro se dit en effet Chi-Ha-Chŏl (지하철) : littéralement, le « chemin de fer (Chŏl) sous (ha) la terre (chi) ».
Les stations du métro peuvent servir d'abris en cas d'attaque militaire aérienne. Le film nord-coréen Ten Zan: The Ultimate Mission est en partie tourné à l'intérieur du métro.

## De possibles lignes secrètes
Des documents transmis par la Changchun Car Company, qui a construit les premières rames du métro, semblent indiquer que Pyongyang dispose d'un réseau secret de métro pour une utilisation importante de la part du gouvernement. Ce réseau similaire au réseau secret de Moscou aurait été construit au même moment que les deux lignes publiques. Une de ces lignes irait du Palais Mansudae à l'aéroport au nord de la ville. Une autre ligne secrète est probable. L'étendue du système de secret peut être deviné par le nombre de trains achetés à la Changchun Car Company, plus de deux fois le nombre minimum nécessaire pour faire fonctionner le réseau de métro public. Même en tenant compte des pièces de rechange, et la capacité supplémentaire pour un service plus fréquent, les indications montrent un système qui peut être plus grand que les deux lignes connues.
Ces rumeurs s'appuient aussi sur l'effondrement d'un tunnel qui pourrait avoir été utilisé pour dissimuler la construction d'un tunnel militaire sous le fleuve Taedong.

## Fréquentation
Les transports en commun jouent un rôle très important à Pyongyang. Aucune donnée officielle de la Corée du Nord peut être vérifiée de manière certaine, mais la population de la capitale est estimée à plus de 1,7 million d'habitants, soit le double de la population à l'ouverture du métro (650 000 en 1973, selon les chiffres du nord-coréens). Il n'y a que très peu de voitures privées qui circulent dans Pyongyang, et les vélos étaient apparemment interdits jusqu'à il y a peu. Les bus, tramways, trains trolleybus sont donc souvent saturés, et les camions souvent remplis de passagers. Le métro de Pyongyang est donc également très fréquenté. La fréquentation est estimée entre 300 000 et 700 000 personnes.

## Vitrine de l'État

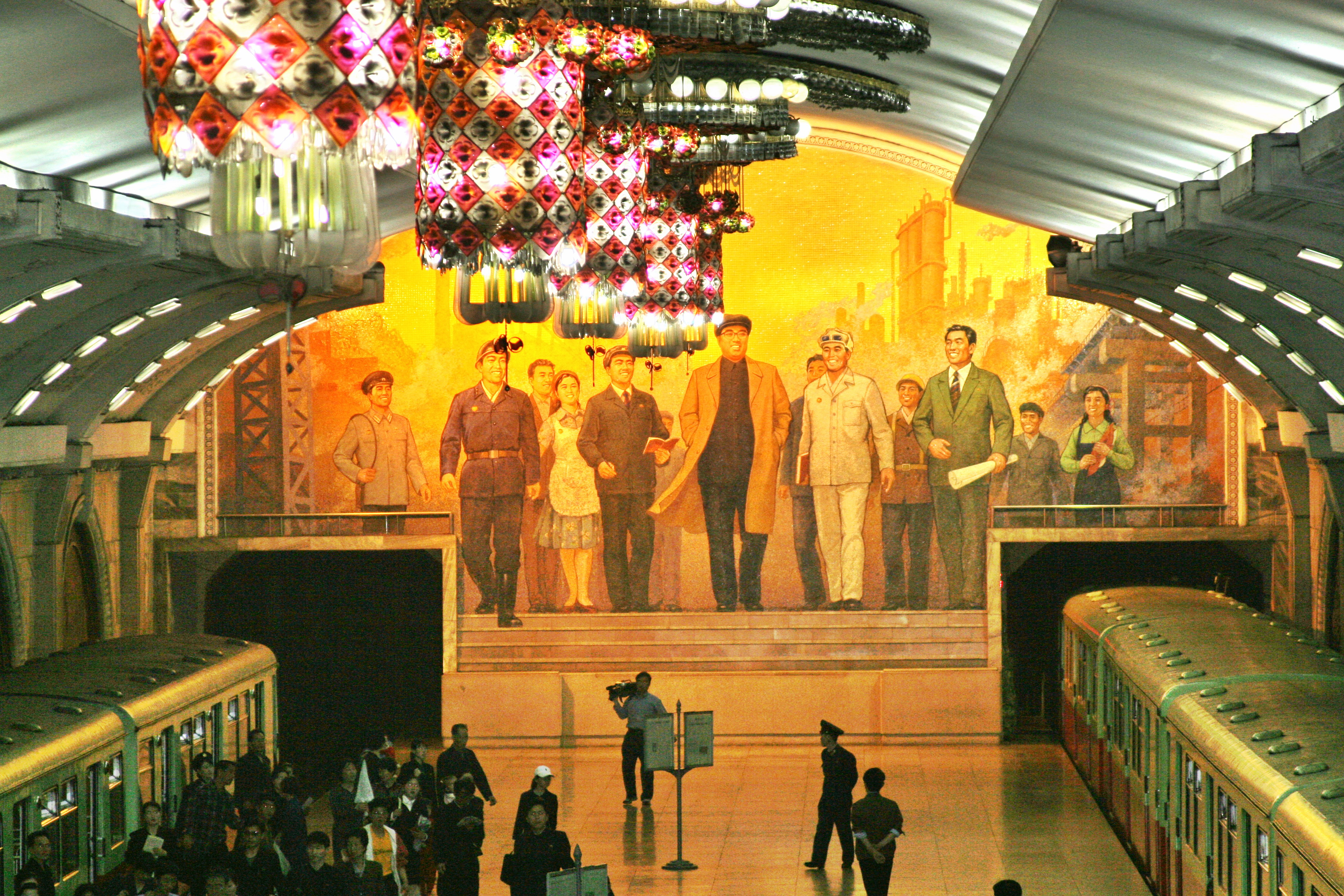
Station de Puhŭng, terminus sud de la Ligne Chŏllima, montrant l'architecture nord-coréenne.

Le métro de Pyongyang est, pour les touristes, un arrêt obligatoire lors d'un voyage à Pyongyang, et tous les visiteurs y sont emmenés, y compris le président sud-coréen Kim Dae-jung et l'ancienne secrétaire d'État américaine Madeleine Albright. Ils sont invités pour un voyage entre les stations Puhŭng et Yonggwang, accompagnés de leurs guides nord-coréens. Une poignée de Coréens bien habillés sont également à bord du train. Ces deux stations sont les plus attractives du réseau et sont principalement celles montrées aux visiteurs (qui ne sont pas en mesure de voyager librement dans la ville). Depuis quelques années, plusieurs stations supplémentaires sont visitées par les touristes, contribuant ainsi à lutter contre les théories affirmant que seules ces deux stations existent,,. De plus les visites sont généralement organisées en milieu de matinée, ce qui minimise les risques de perturbations. Certaines indications laissent penser que le métro est fermé, sauf aux heures de pointe, à cause du manque d'électricité.

## Plans

Plan du métro.

Il existe peu de cartes disponibles du métro de Pyongyang. Les stations contiennent des tableaux indicateurs. Les lignes sont inversées, la carte n'est pas géographiquement correcte. Des boutons indiquent l'emplacement des stations et la distance jusqu'à la destination choisie. Il faut appuyer sur le bouton correspondant au nom de la station choisie, et le chemin vers la destination choisie s'allume.
| Ligne          | Couleur | Trajet              | Date d’ouverture | Longueur | Nombre de stations |
| -------------- | ------- | ------------------- | ---------------- | -------- | ------------------ |
| Ligne Chŏllima | Rouge   | Pulgŭnbyŏl – Puhŭng | 1973             | ~12 km   | 8                  |
| Ligne Hyŏksin  | Vert    | Ragwŏn – Kwangbok   | 1975             | ~10 km   | 9                  |

## Galerie

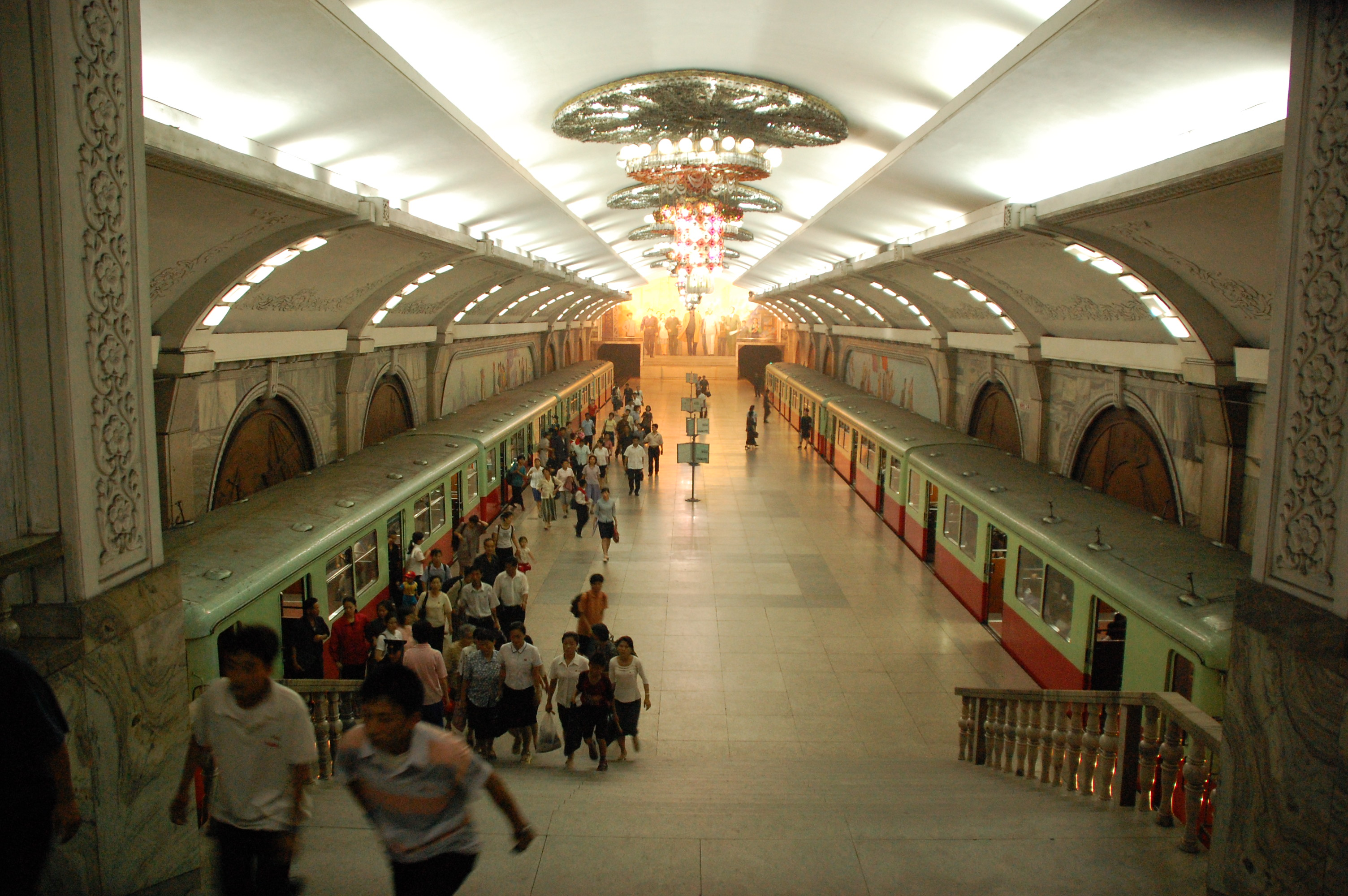
Station de métro de Pyongyang le matin.
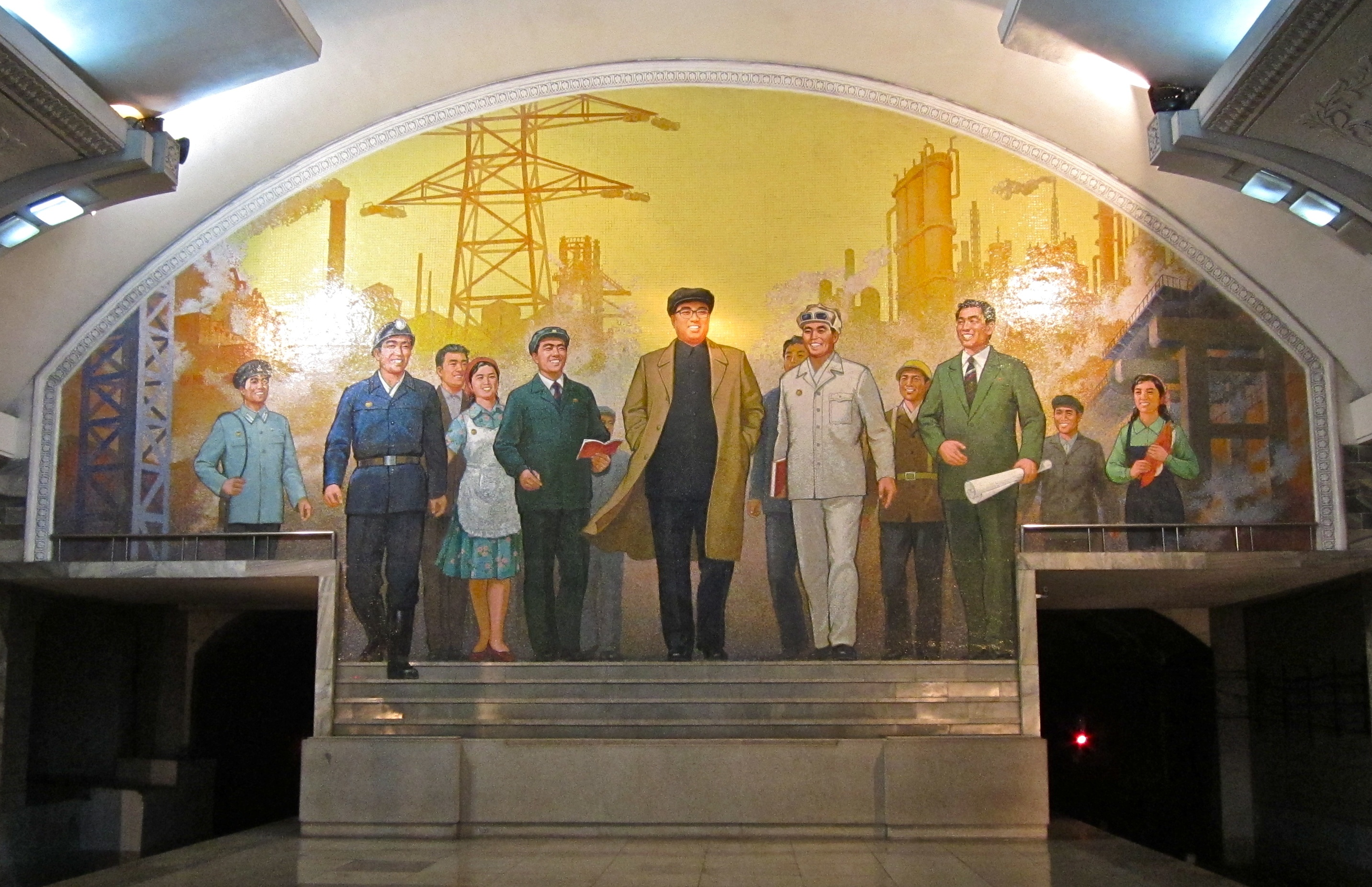
Mosaïque murale de la station Puhŭng.
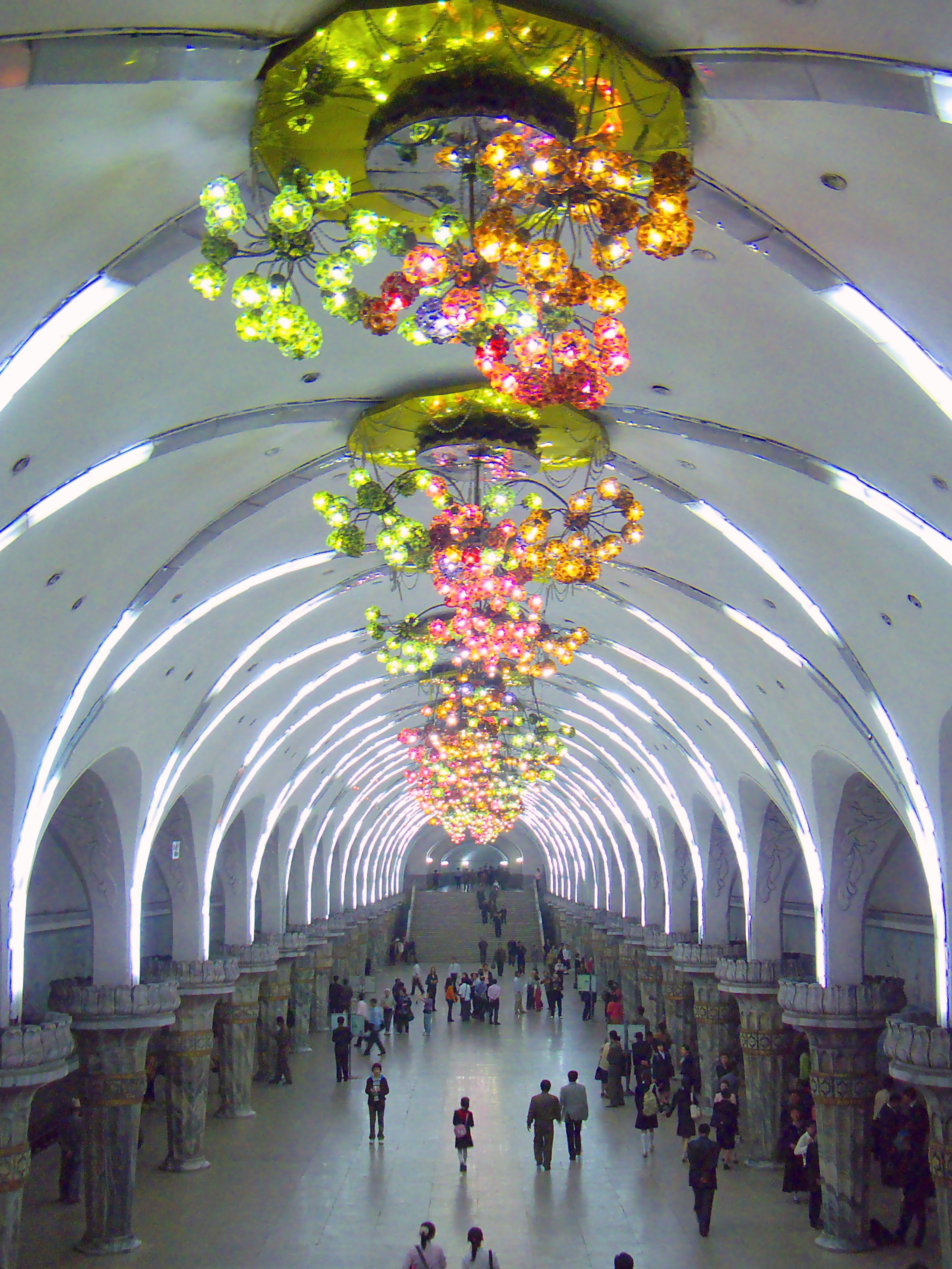
Station Yonggwang.
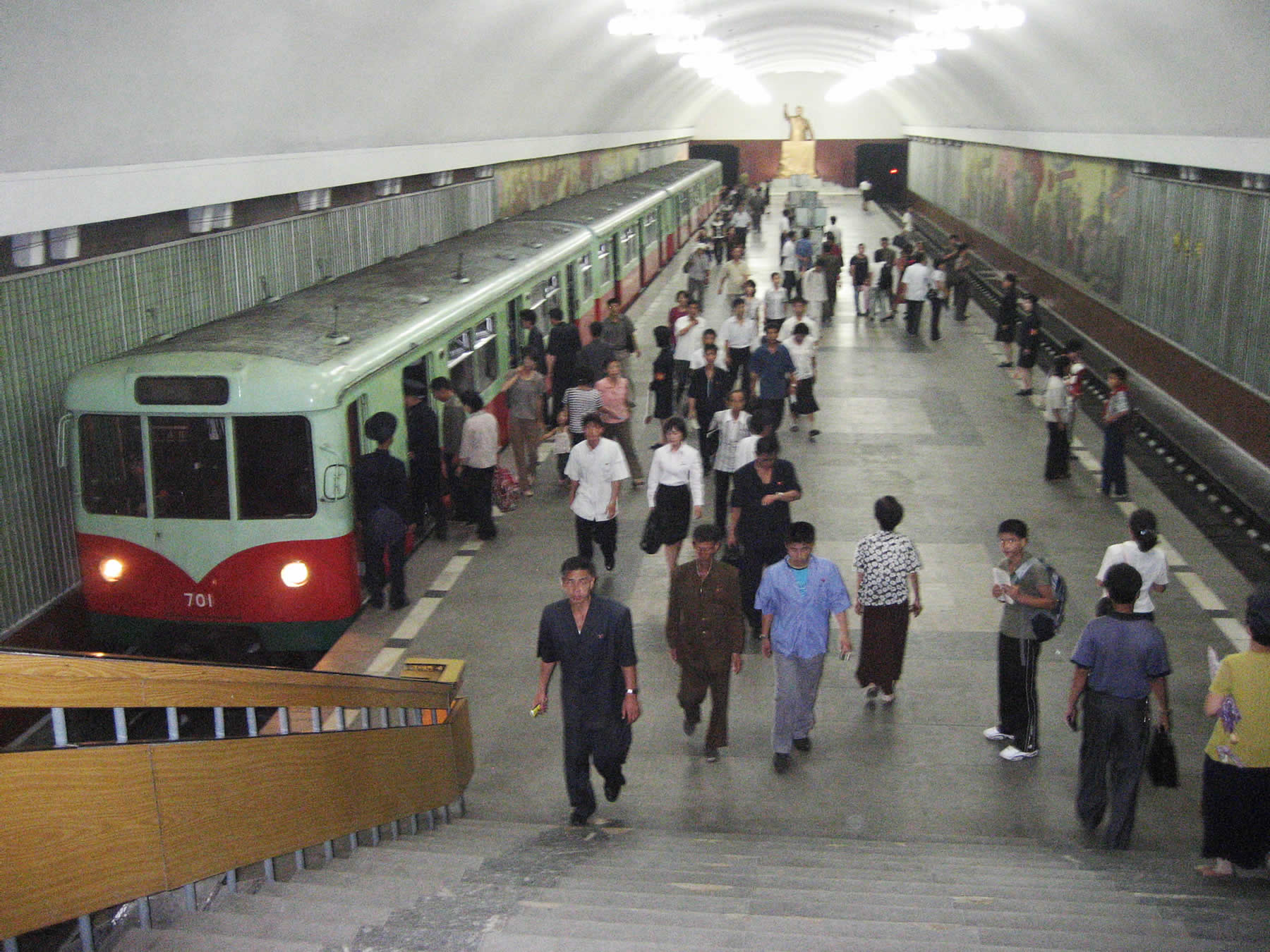
Station Kaesong.
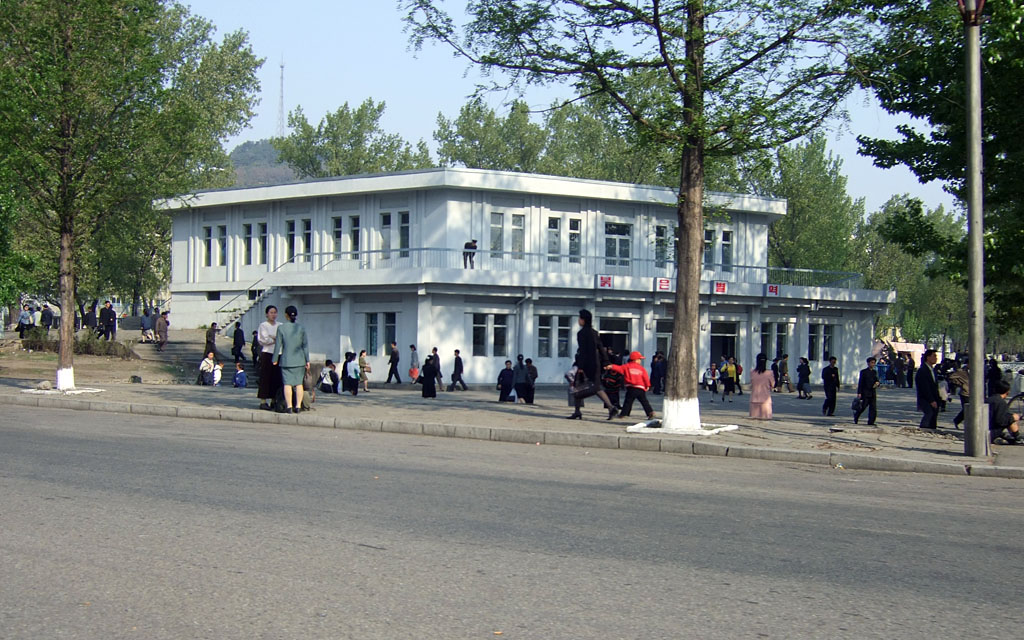
Station Pulgunbyol.
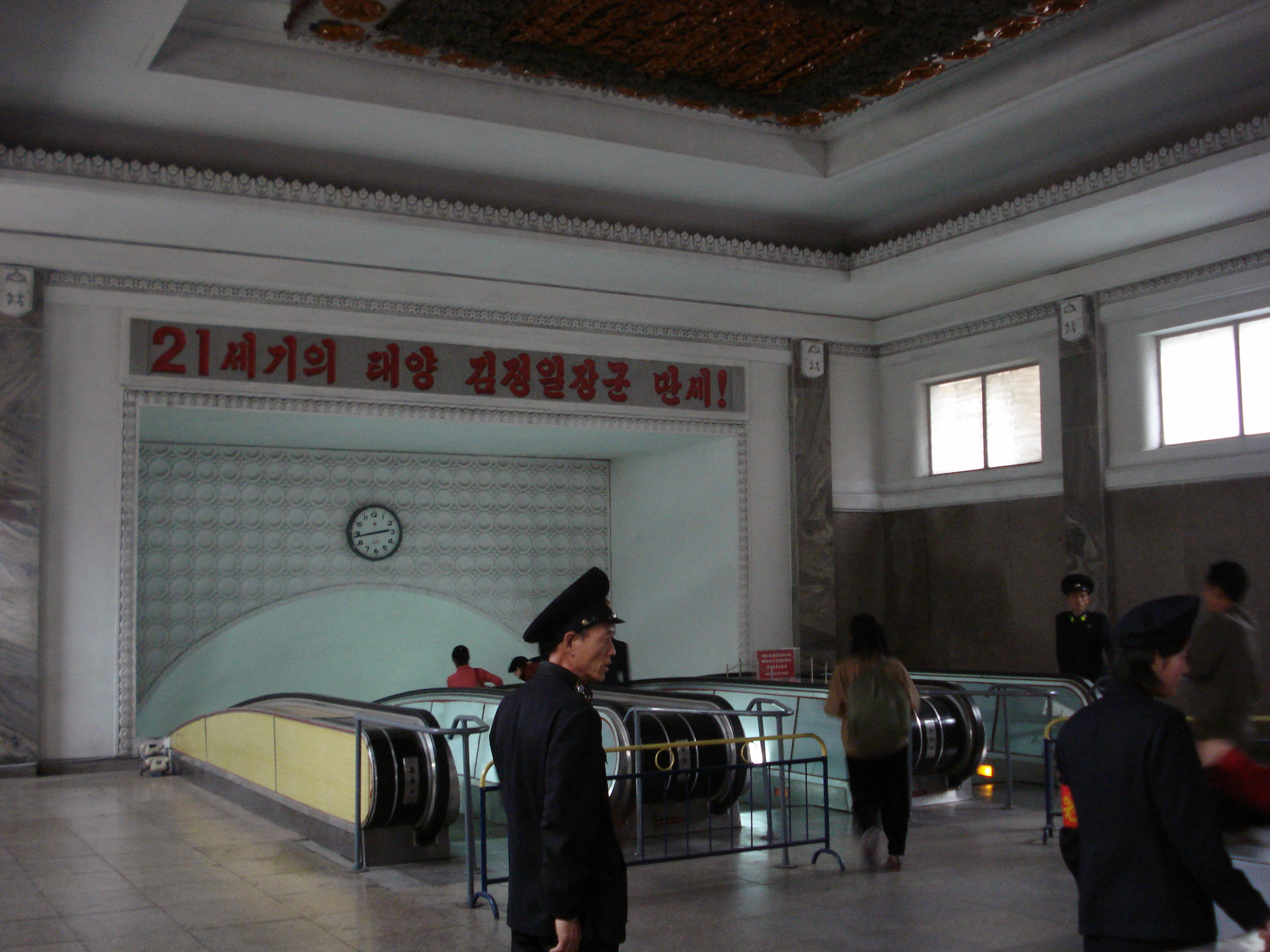
Entrée d'une station de métro.
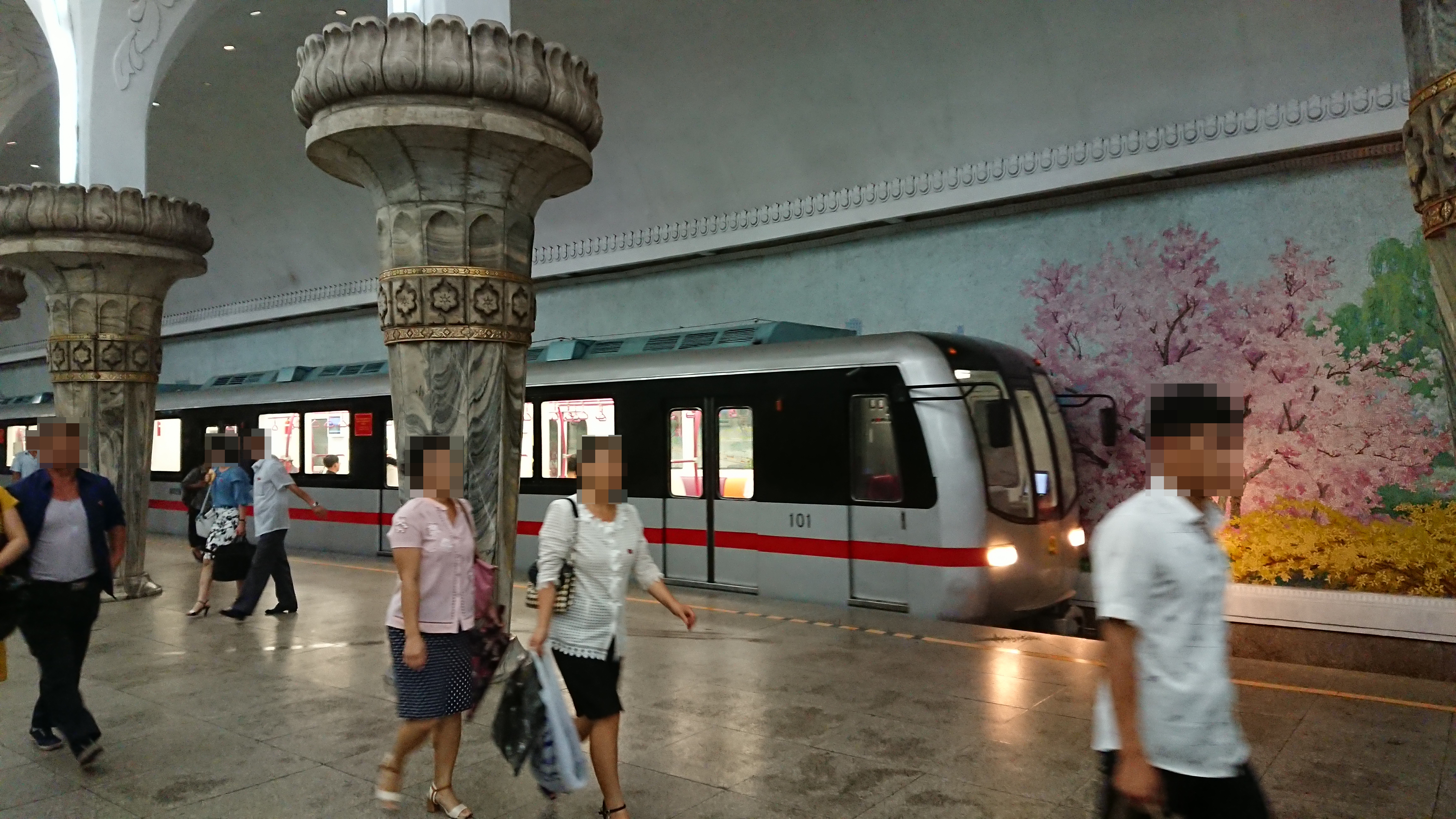
Nouvelle rame de métro
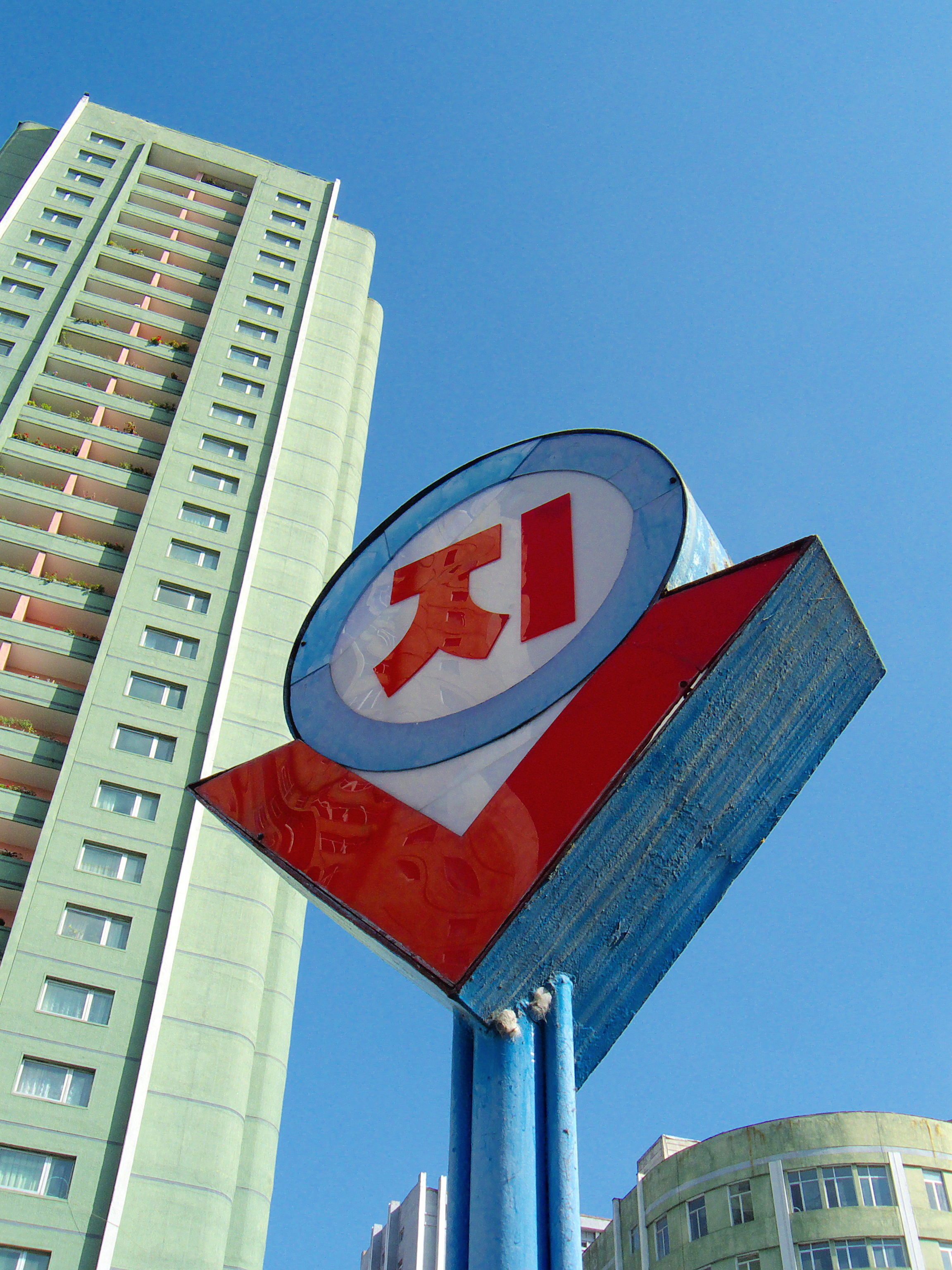
Panneau à la station Yonggwang.